# Matt Carkner
Matthew „Matt“ Carkner (* 3. November 1980 in Winchester, Ontario) ist ein ehemaliger kanadischer Eishockeyspieler sowie derzeitiger -trainer und -funktionär. Der Verteidiger absolvierte 237 Spiele für die San Jose Sharks, Ottawa Senators und New York Islanders in der National Hockey League. Sein Cousin dritten Grades Terry Carkner war ebenfalls professioneller Eishockeyspieler.

## Karriere

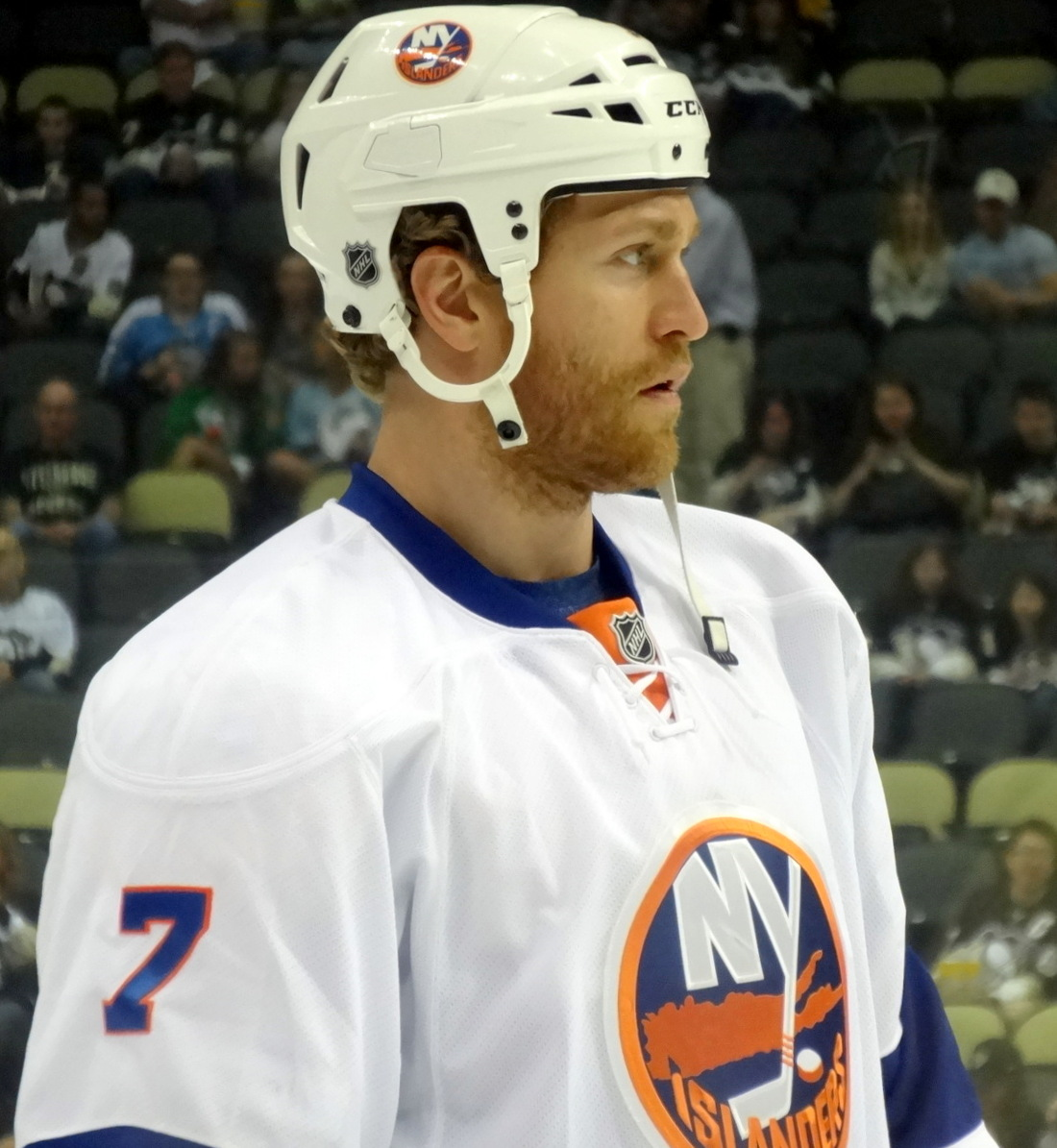
Carkner im Trikot der Islanders (2013)

Carkner spielte zunächst von 1997 bis 2001 bei den Peterborough Petes in der kanadischen Ontario Hockey League. Nachdem er bereits im NHL Entry Draft 1999 in der zweiten Runde an 58. Stelle von den Canadiens de Montréal ausgewählt worden war, diese ihm aber auch nach zwei Jahren noch keinen Vertrag angeboten hatten, unterzeichnete er im Sommer 2001 einen Vertrag beim Ligakonkurrenten San Jose Sharks.
Die Sharks setzten den robusten Verteidiger in ihrem neuen Farmteam, den Cleveland Barons, ein. Insgesamt spielte der Kanadier fünf Spielzeiten bis zum Ende der Saison 2005/06 für die Barons. In der Saison 2002/03 konnte er aufgrund einer im Januar 2003 erlittenen Knieverletzung nur 39 Saisonspiele bestreiten. Sein bestes Jahr hatte Carkner in der Saison 2005/06, als er in 69 Spielen 30 Scorerpunkte sammeln konnte. Diese deutliche Steigerung, im Vergleich zu den Vorjahren, wurde mit einer Berufung in den Kader der San Jose Sharks belohnt. Am 6. Februar 2006 bestritt er gegen die Calgary Flames sein bisher einziges NHL-Spiel, bei dem er ein Tor von Milan Michálek vorbereiten konnte.
Nach dem Umzug der Barons nach Worcester, und der geringen Perspektive auf einen festen Platz in der Verteidigerrotation der Sharks, unterzeichnete der Free Agent im Sommer 2006 einen Vertrag bei den Pittsburgh Penguins. Dort spielt er seit Beginn der Saison für das AHL-Farmteam, die Wilkes-Barre/Scranton Penguins. Am Ende der Saison wurde er mit dem Yanick Dupré Memorial Award für den Spieler, der sich durch besonderen Einsatz in der Gesellschaft auszeichnet, geehrt und unterzeichnete zur neuen Saison als Free Agent einen Vertrag bei den Ottawa Senators. Nach drei Jahren in Ottawa schloss er sich 2012 den New York Islanders an.
Bei den Cleveland Barons hält Carkner die Franchise-Rekorde für die meisten Spiele (315) und die meisten Strafminuten (948), sowie die meisten Strafminuten in einer Saison (335).
Nachdem er den Großteil der Saison 2014/15 aufgrund einer Rücken-Operation verpasst hatte, gaben ihn die Islanders nach seiner Genesung im Februar 2015 erst einmal an ihr AHL-Farmteam, die Bridgeport Sound Tigers ab. Dort absolvierte er bis zum Saisonende 19 Spiele und erhielt im Anschluss nur noch einen auf zwei Jahre befristeten AHL-Vertrag, sodass er nicht mehr in der NHL zum Einsatz kam. Bereits nach der folgenden Spielzeit 2015/16 beendete Carkner allerdings seine aktive Karriere und übernahm bei den Bridgeport Sound Tigers die Funktion des Assistenztrainers.
Nach fünfjähriger Tätigkeit dort pausierte er eine Spielzeit. Seit Beginn der Saison 2022/23 ist er Cheftrainer und General Manager der Orlando Solar Bears in der ECHL.

## Erfolge und Auszeichnungen
- 2007 Yanick Dupré Memorial Award

## Karrierestatistik
(Legende zur Spielerstatistik: Sp oder GP = absolvierte Spiele; T oder G = erzielte Tore; V oder A = erzielte Assists; Pkt oder Pts = erzielte Scorerpunkte; SM oder PIM = erhaltene Strafminuten; +/− = Plus/Minus-Bilanz; PP = erzielte Überzahltore; SH = erzielte Unterzahltore; GW = erzielte Siegtore; 1 Play-downs/Relegation; Kursiv: Statistik nicht vollständig)